# Rundtuva
Die Rundtuva (norwegisch für Senkenhöhe) ist eine 1320 m hohe Anhöhe der Sør Rondane im ostantarktischen Königin-Maud-Land. In der Balchenfjella ragt sie am nordwestlichen Ausläufer der Gropeheia auf.
Wissenschaftler des Norwegischen Polarinstituts benannten sie 1990.